# Stora Designpriset

Stora Designpriset delas sedan 2003 ut av Teknikföretagen i samverkan med Stiftelsen Svensk Industridesign (SVID) och Svensk Form.
Priset fokuserar, till skillnad från många andra designutmärkelser, på affärsframgångar genom ett konsekvent och medvetet designarbete med varor, tjänster eller sortiment.

## Historia
Stora Designpriset tilldelas årligen ett svenskt företag och deras designleverantör:
- 2003 – Volvo Personvagnar för Volvo XC90. Designleverantör: egen avdelning
- 2004 – Sony Ericsson Mobile Communications för mobiltelefon T610. Designleverantör: egen avdelning
- 2005 – Movimento för elektroniska diagnos- och analysverktyget Puma. Designleverantör: Stinct numera Yellon
- 2006 – Jolife för Lucas, mekanisk hjärtkomprimerare. Designleverantör:  Hampf Industrial Design numera Yellon
- 2007 – DeLaval International för designmanualen "The DeLaval flow". Designleverantör: Reload Design
- 2008 – Tobii Technology för ögonstyrda bildskärmar T60, T120, X120, P10. Designleverantör: Myra Industriell Design
- 2009 – Axis AB nätverkskameror. Designleverantör: Zenit Design Group
- 2010 – Waterproof för W1 Dykdräkt. Designleverantör: egen avdelning
- 2011 – Bellman & Symfon hörhjälpmedlet Domino. Designleverantör:SHIFT Design & Strategy AB numera Yellon
- 2012 – POC för Trabec Cykelhjälm
- 2013 – Hestra- Handskar för skidåkning och andra sporter. Intern design.
- 2014 – Ericsson för A.I.R. Intern Design.
- 2015 – Husqvarna Technical Extreme. Intern design.
- 2016 – Teenage Engineering för pocket operators. Intern Design.
- 2017 – Actsafe/Skylotec för ACX Power Ascender. Designleverantör:SHIFT Design & Strategy AB numera  Yellon
- 2018 – Cake för Kalk, en elektrisk offroadmotorcykel.[2]
- 2019 – Bico Group, tidigare Cellink, för 3D-bioskrivaren BIO X, en skrivare för bio-bläck som skriver ut komplicerade, mänskliga vävnadsstrukturer i 3D.[3]
- 2020 – Exeger för Powerfoyle, en solcellslösning.[4]